# Torrellas
Pour les articles homonymes, voir Torrellas (homonymie).
Torrellas est une commune d’Espagne, dans la province de Saragosse, communauté autonome d'Aragon. Elle appartient à la comarque de Tarazona y el Moncayo

## Histoire
En 1305, a été signée à Torrellas, la Sentence arbitrale de Torrellas entre Jacques II et Ferdinand IV de Castille. On fixait de nouvelles frontières entre la Couronne d'Aragon et le Royaume de Castille.